# Kong Ja-Young
Kong Ja-Young (en coreano: 공자영; Seúl, 30 de julio de 1985) es una deportista surcoreana que compitió en judo. Ganó dos medallas en los Juegos Asiáticos, en los años 2006 y 2010, y una medalla en el Campeonato Asiático de Judo de 2008.

## Palmarés internacional
| Juegos Asiáticos    | Juegos Asiáticos     | Juegos Asiáticos  | Juegos Asiáticos |
| Año                 | Lugar                | Medalla           | Categoría        |
| ------------------- | -------------------- | ----------------- | ---------------- |
| 2006                | Doha (Catar)         | Medalla de plata  | –63 kg           |
| 2010                | Cantón (China)       | Medalla de bronce | –63 kg           |
| Campeonato Asiático |                      |                   |                  |
| Año                 | Lugar                | Medalla           | Categoría        |
| 2008                | Jeju (Corea del Sur) | Medalla de plata  | –63 kg           |